# Schoolkamp

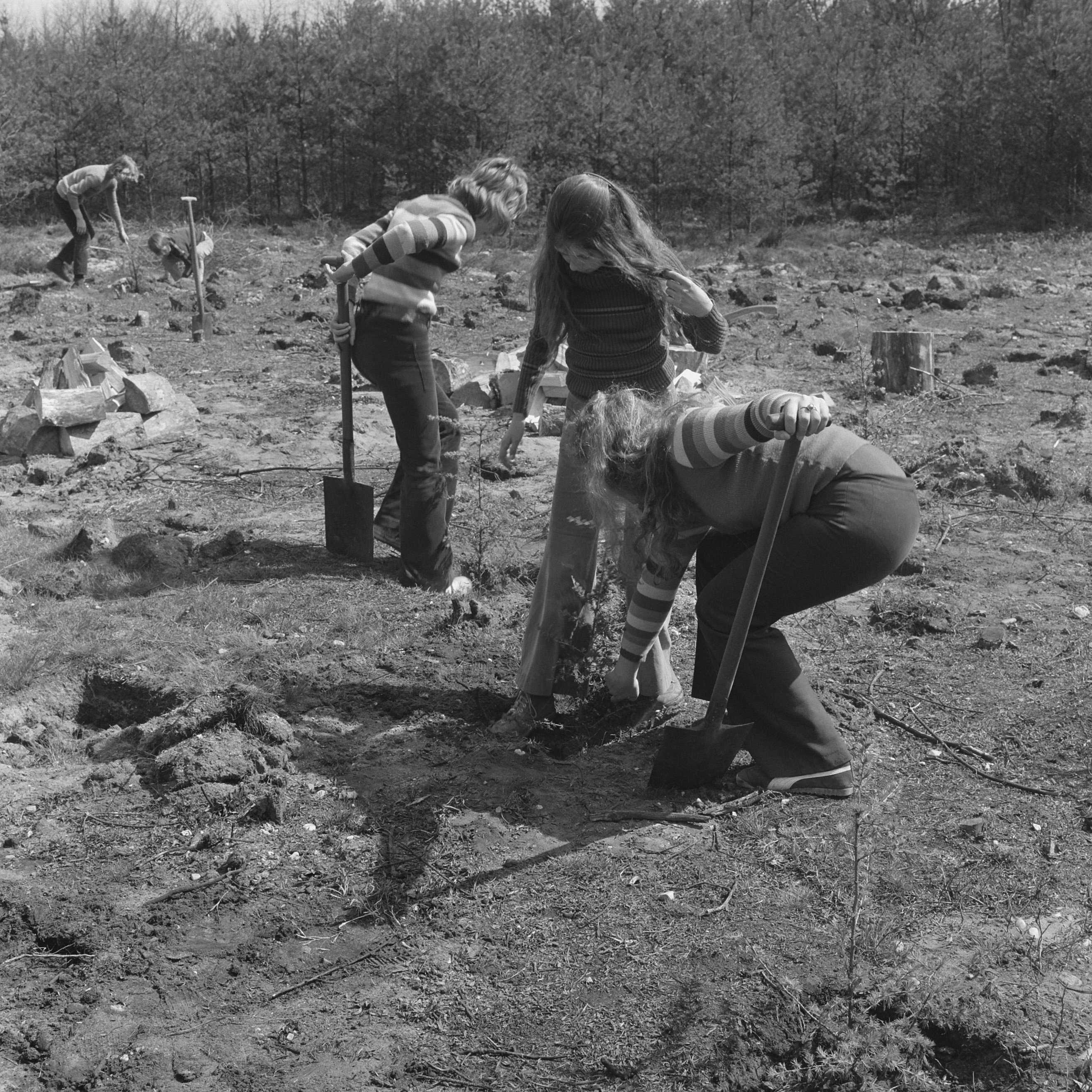
Werkweek op de Veluwe, 1972

Het schoolkamp is in Nederland een buitenschoolse activiteit in het basisonderwijs of het voortgezet onderwijs. Hierbij verblijven kinderen van een of meer groepen gezamenlijk enkele dagen buiten school in een kampeergelegenheid of -boerderij.
Met een dergelijk kamp wordt beoogd om de band tussen leerlingen te versterken. Kinderen leren er om zelfstandig activiteiten te ondernemen. Het kan zijn dat het voor kleuters de eerste keer is dat zij zonder hun ouders ergens verblijven. 
De schoolkampen voor middelbare scholieren worden vaak anders genoemd, bijvoorbeeld: werkweek. Het doel is hier vaak nadere kennismaking, groepsvorming en leren samenwerken.
Ook hebben de leerlingen corvee (bijvoorbeeld schoonmaken, afwassen of opruimen) en leren zo zelf huishoudelijke taken uit te voeren (wat niet voor alle leerlingen vanzelfsprekend is). Hiervoor worden vaak "corveegroepen" gemaakt, zoals bv. een afwasploeg of een opruimploeg. Deze groepen krijgen dan vaak een naam, bv. van een Disney- of Sprookjesfiguur, letter of nummer. Deze naam of letter of dit nummer is dan ook terug te vinden op de corveelijst. Op deze manier weet elke leerling dan precies wanneer hij/zij welke taak moet doen met zijn/haar groep. Doordat de leerlingen (en leraren) in een andere context samen zijn en andere activiteiten dan gewoonlijk ondernemen, wordt de onderlinge band versterkt.
Leerlingen dienen van huis eigen bagage voor meerdere dagen mee te nemen, bijvoorbeeld kleding, tandenborstels, tandpasta, zaklantaarns en eventueel medicijnen. Op deze manier leren ze tevens om tassen in te pakken voor bijvoorbeeld een vakantie of als ze ergens willen gaan logeren. Ze ontvangen hiervoor een aantal weken voor het kamp een lijst waarop staat welke spullen er moeten worden meegenomen.
Het vervoer van schoolklassen voor schoolkampen wordt over het algemeen geregeld met bussen of fietsend gedaan (leerlingen nemen eigen fiets mee van huis). Bij vervoer per fiets worden vaak maatregelen genomen voor de verkeersveiligheid onderweg. Er worden om zichtbaar te zijn, fluorescerende en reflecterende veiligheidshesjes of veiligheidsvesten gedragen. Het autoverkeer wordt bij oversteeksituaties stopgezet. De bagage wordt bij vervoer per fiets vaak door een aantal ouders van leerlingen meegenomen met auto's en afgeleverd op de bestemming van het kamp. De fiets wordt dan ook vaak gebruikt voor de uitstapjes ter plaatse. Dit laatste komt ook wel eens voor bij vervoer per bus. De fietsen worden dan voor dit doel apart vervoerd met een vrachtwagen en dan op de bestemming afgeleverd. Voorafgaand aan het kamp worden dan vaak ook een aantal oefenfietstochten gemaakt onder schooltijd, zodat de leerlingen bekend kunnen raken met de verkeersregels en de commando's die tijdens de fietstocht naar het kamp worden gegeven. Ook is het dan aan te raden om de fiets voorafgaand aan het kamp door een fietsenmaker te laten nakijken, zodat eventuele mankementen tijdig kunnen worden verholpen. Tevens is het dan handig om eventueel plakspullen mee te nemen in de bagage, zodat een lekke band ter plekke kan worden geplakt. Dit wordt vaak ook door de leraren gedaan die met het kamp meegaan. Zij kunnen dan de banden plakken van de leerlingen die dit niet zelf kunnen doen. 
Vanwege het uitzonderlijke karakter kunnen de leerlingen uitkijken naar dan wel opzien tegen de werkweek. Het haalt hen uit hun vertrouwde omgeving. Hierdoor kunnen ze last krijgen van heimwee. Leerlingen die het kamp echt niet zien zitten kunnen er soms ook voor kiezen om thuis te blijven. In dat geval krijgen zij dan een aangepast lesrooster dat eventueel kan worden aangevuld met buitenschoolse activiteiten.

## Vlaanderen
In Vlaanderen bestaan openluchtklassen, een gelijkaardig concept waarbij er eveneens een grote nadruk ligt op groepsvorming door middel van buitenactiviteiten en minder op het didactische.